# Peter Hook and The Light
Peter Hook and The Light est un groupe de musique fondé en mai 2010 par Peter Hook, cofondateur et bassiste de Joy Division puis de New Order. 
Ce groupe a la particularité de faire, en concert, des reprises d'albums de Joy Division et de New Order. Ces concerts donnent lieu à des disques live.

## Histoire
Le groupe a fait son premier concert le 18 mai 2010 à Factory Manchester, un club du centre de cette ville dont Peter Hook est copropriétaire. L'objet était de jouer le premier album de Joy Division, Unknown Pleasures, dans son intégralité, cela 30 ans après le suicide de Ian Curtis et en son hommage.
Le concert devait être unique mais devant l'intérêt et le succès rencontrés, il fut reconduit le lendemain, puis dans d'autres villes à travers le monde.
Par la suite le groupe entreprit d'autres reprises selon les mêmes principes - fidélité aux arrangements originaux et respect de l'ordre des pistes -, d'abord de Closer, l'autre album de Joy Division, puis des disques de New Order, à commencer par les premiers et jusqu'à Republic.
Le 25 mai 2022, est prévu un concert au Bataclan reprenant Unknown Pleasures et Closer entre autres, dans leur intégralité.

## Membres
- Peter Hook - chant, basse, guitares, melodica, batterie électroniques (2010–aujourd'hui)
- Jack Bates - basse, batterie électronique, percussions (2010–aujourd'hui)
- Paul Kehoe - Batterie, claviers, synthés, programmation (2010–aujourd'hui)
- David Potts - guitares, chœurs, claviers, synthés (2013–aujourd'hui)
- Martin Rebelski - claviers, synthés, programmation (2017–aujourd'hui)

Ancien membres
- Andy Poole - claviers, chœurs, synthés, programmation, vocoder, syn drum (2010–2016)
- Nat Wason - guitares (2010-2013)
- Fred Sablan - guitare basse (2018)
- Yves Altana - guitare basse, guitare électrique, chœurs (2018–2019)
- Paul Duffy - guitare basse (2022)

## Discographie
Albums
- 1102 | 2011 EP (2011, Haçienda Records)

Lives
- Peter Hook's The Light Perform "Unknown Pleasures" Live At Goodwood (2010, Abbey Road Live Here Now)
- Unknown Pleasures · Live In Australia (2011, Pylon Records)
- So This Is Permanence (2015, Live Here Now)
- Closer Live Tour 2011 – Live in Manchester (2017)
- Movement Tour 2013 – Live in Dublin (2017)
- Power, Corruption, & Lies Tour 2013 – Live in Dublin (2017)
- Unknown Pleasures Tour 2012 – Live in Leeds (2017)
- New Order's Technique & Republic (Live At Koko London 28/09/18) (2018)